# Natsuo Kirino
Natsuo Kirino (桐野夏生) , också känd som Nobara Noemi (野原野枝実), båda pseudonymer för Hashioka Mariko, född 1951 i Kanazawa, Ishikawa prefektur, är en japansk författare och ledande kvinnlig företrädare för genren deckare. Hon är en produktiv skribent vars mest kända verk, Fri från 1997, har översatts till svenska. 
Fri erövrade Grand Prix for Crime Fiction (Mystery Writers of Japan Award), Japans förnämsta mysterieutmärkelse och var även finalist (i engelsk version) till Edgarpriset 2004. Handlingen rör sig kring fyra kvinnor i Japan som jobbar på en livsmedelsindustri. Familj, ekonomi, arbete, tidigare erfarenheter i livet med mera hindrar dem att komma ut och bli det de vill. Den ena kvinnan dödar sin man efter att ha blivit misshandlad och bedragen. De tre övriga styckar kroppen och ser till att den göms på olika platser. Bokens japanska titeln Auto är en japanisering av engelska Out, en företeelse som kommer igen i titlarna till de flesta av hennes verk.
Utöver detta har Kirino mottagit 1993 års Edogawa Rampo Pris för mysterie-fiction för sin debutroman, Kao ni furikakeru ame (Regnet som blöter mitt ansikte) och 1999 års Naokipriset för romanen Yawaraka na hoho (Mjuka kinder). 
En japansk filmadaptation av Fri, regisserad av Hirayama Hideyuki, släpptes 2002 men fick ett svalt mottagande. 

### Fiction
- Kao ni furikakeru ame (Tokyo: Kodansha, 1993)
- Tenshi ni misuterareta yoru (Tokyo: Kodansha, 1994)
- Auto [Fri] (Tokyo: Kodansha, 1997); Svensk översättning av Lars Vargö; Bra Böcker (2007), 528 sidor. ISBN 978-91-7002-218-0
- Sabiru kokoro (Tokyo: Bungei Shunju, 1997)
- Mizu no nemuri hai no yume (Tokyo: Bungei Shunju, 1998)
- Faiaboru burusu (Tokyo: Bungei Shunju, 1998)
- Jiorama (Tokyo: Shinchosha, 1998)
- Yawarakana hoho (Tokyo: Kodansha, 1999); på franska som Disparitions (Paris: Rocher, 2002)
- Rozu gâden (Tokyo: Kodansha, 2000)
- Gyokuran (Tokyo: Asahi Shinbunsha, 2001)
- Dâku (Tokyo: Kodansha: 2002)
- Gurotesuku (Tokyo: Bungei Shunju, 2003); på engelska som Grotesque (New York: Knopf, 2007)
- Kogen (Tokyo: Bungei Shunju, 2003)
- Riaru warudo (Tokyo: Shueisha, 2003)
- Zangyakuki (Tokyo: Shinchosha, 2004)
- Tamamoe! (Tokyo: Mainichi Shinbunsha, 2005)
- Boken no kuni (Tokyo: Shinchosha, 2005)

### Arbeten om Kirino
- Rebecca L. Copeland, "Woman uncovered: pornography and power in the detective fiction of Kirino Natsuo," Japan Forum 16/2 (2004): 249-69
- Amanda C. Seaman, Bodies of Evidence: Women, Society, and Detective Fiction in 1990s Japan (Honolulu: University of Hawai'i Press, 2004), 86-118
- Idem, "Inside OUT: Space, Gender, and Power in Kirino Natsuo," Japanese Language and Literature 40/2 (2006): 197-217